# P.S. I Love You (sång av The Beatles)
P.S. I Love You var b-sida på The Beatles första singel Love Me Do och utgavs i England den 5 oktober 1962. Låten är skriven av Paul McCartney, liksom a-sidan.

## Om inspelningen
Denna låt var en av fyra som man spelat in som demo redan 6 juni 1962 (de andra tre var "Love Me Do", "Ask Me Why" och "Besame Mucho"). McCartney hade skrivit denna sång under tiden i Hamburg och den var särskilt riktad mot gruppens kvinnliga fans med sin ganska söta melodi. På den version som spelades in (samtidigt som andra versionen av "Love Me Do") 11 september 1962 är det studiomusikern Andy White, inte Ringo, som spelar trummor. En avslutande trumvirvel klipptes bort på singelutgåvan och LP:n Please Please Me 1963. Trumvirveln är också bortklippt på de flesta andra samlingsskivor men finns med på t.ex. dubbel-cd:n The Early Works of George Martin från 2015.